# Новобірзулівка
Новобі́рзулівка — село в Україні, у Привільненській сільській громаді Баштанського району Миколаївської області. Населення становить 262 особи.

## Історія
Станом на 1886 у селі Привільнянської волості Херсонського повіту Херсонської губернії мешкало 539 осіб, налічувалось 72 дворових господарства.

## Населення
Згідно з переписом УРСР 1989 року чисельність наявного населення села становила 277 осіб, з яких 130 чоловіків та 147 жінок.
За переписом населення України 2001 року в селі мешкало 260 осіб.

### Мова
Розподіл населення за рідною мовою за даними перепису 2001 року:
| Мова       | Відсоток |
| ---------- | -------- |
| українська | 92,37 %  |
| російська  | 6,49 %   |
| гагаузька  | 0,76 %   |
| інші       | 0,38 %   |